# 돕식: 약물의 늪
《돕식: 약물의 늪》(영어: Dopesick)은 훌루에서 2021년 10월부터 11월까지 방영된 미국의 미니시리즈 드라마이다.